# 巴克莱银行

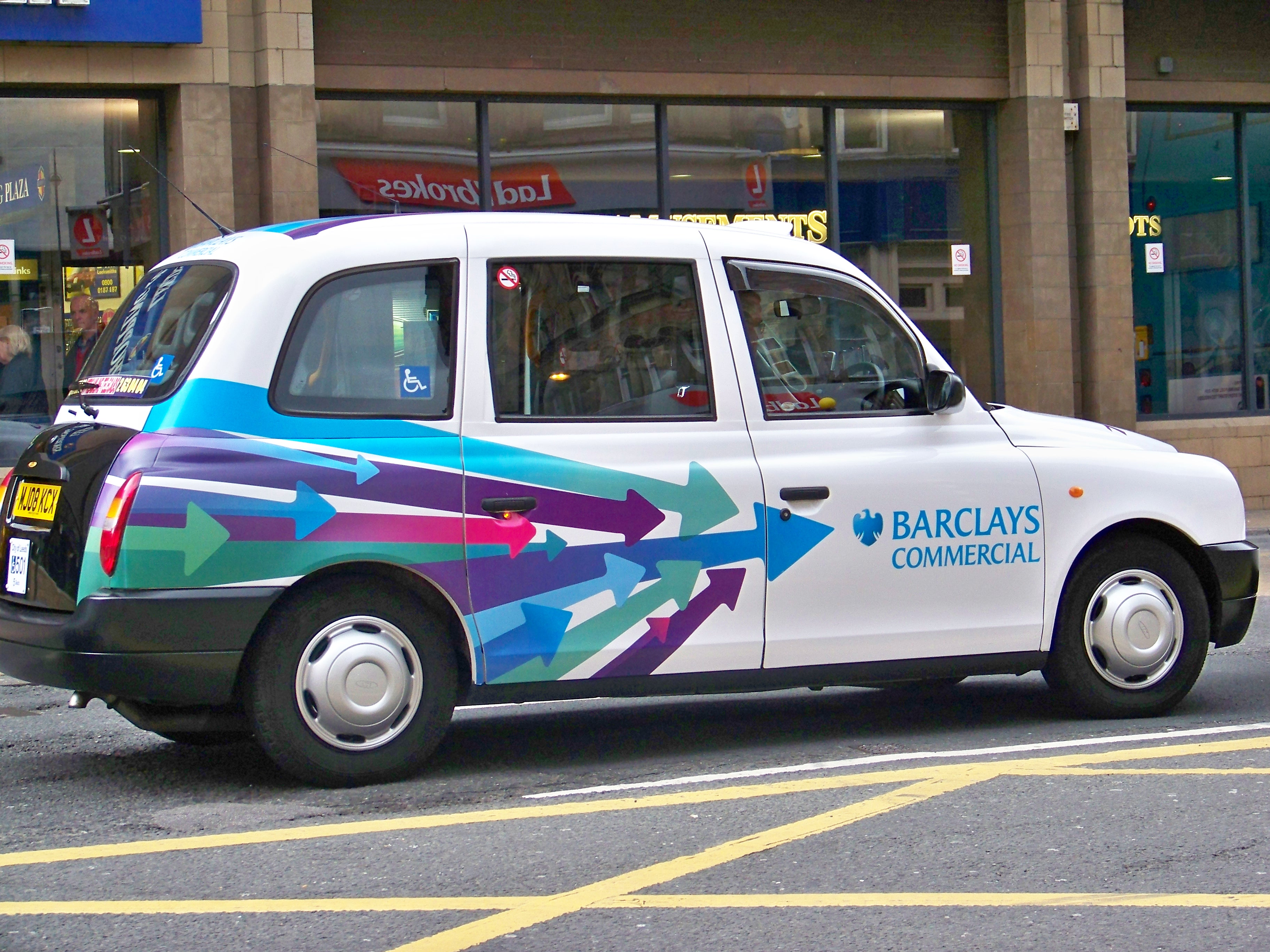
巴克萊宣傳車

巴克莱银行（LSE：BARC、：BCS）是英國第二大银行，僅次於滙豐集團。巴克莱具有逾300年历史，是英国最古老的银行，其历史可以追溯到1690年。巴克莱是全世界第一家拥有ATM的银行，并于1966年发行了全英第一张信用卡，1987年发行了全英第一张借记卡。截止2023年，全球雇员达到81,000人。截至2022年總資產高達1.514兆英镑。总部位于倫敦金絲雀碼頭丘吉爾廣場一號。

## 姓名
該銀行於1896年首次註冊為「Barclay and Company，Limited」，1917年更改為「Barclays Bank Limited」，1982年更改為「Barclays Bank PLC」。

## 历史
2005年，巴克萊銀行以55億美元入股南非聯合銀行（Amalgamated Banks of South Africa，ABSA）56.4%股權，並於2013年增加持股至62.3%並改名為巴克萊非洲集團。
2007年4月23日，巴克莱银行公布准备以670亿欧元收购荷兰银行的计划。
2007年7月23日，中國國家開發銀行与淡馬錫控股入股巴克萊。同年11月，巴克萊提出收購巴伐利亞銀行（Bayerische Landesbank）。
2008年9月14日，巴克莱银行宣布退出对濒临破产的雷曼兄弟的收购。15日凌晨，雷曼兄弟宣布递交破產保護申请。
2009年6月12日，巴克萊銀行以152億美元的價格將旗下投資部門巴克萊國際投資管理公司（Barclays Global Investors，簡稱BGI）售予美國基金業巨擘貝萊德（BlackRock）。
貝萊德將以66億美元現金加價值69億美元3770萬股普通股方式約佔貝萊德合併後19.9%權益總價135億美元完成收購，BGI現為全球最大資產管理公司，資產規模達1.5兆美元（約11.7兆港元），貝萊德則管理約1.3兆美元（約10.1兆港元）資產。兩家公司合併後，管理的資產接近2.8兆美元（約21.8兆港元）將成全球最大投資管理公司，BGI則以買賣追蹤指數（index-tracking）產品聞名，旗下王牌iShare業務在美國交易所買賣基金（ETF）市場的佔有率接近五成。
2009年10月21日，中東主權基金卡塔爾投資局（QIA）旗下投資公司卡塔爾控股宣布，透過瑞信出售英國巴克萊銀行3.792億股。
卡塔爾會行使認股證，以每股197便士的行使價，購入3.792億股巴克萊股份，然後再把股份在市場上放售，套現13億英鎊，這表示若以10月20日巴克萊的股價計算，卡塔爾控股將獲得6.22億英鎊利潤。在售股後，卡塔爾將依然擁有巴克萊銀行百分之七股份，繼續成為巴克萊的最大股東。
2012年5月21日，巴克莱银行以61億美元全部出售其所持19.6%貝萊德股份。巴克萊稱，在其持有的19.6%的股份中，貝萊德同意回購10億美元的份額。
2012年12月6日，南非联合银行集团将斥资21亿美元收购母公司巴克莱银行旗下非洲业务。南非联合银行集团表示此举将帮助其进一步增强在非洲市场的竞争力。
2013年7月30日，巴克莱银行以4股供1比例供股集資，每股作價185便士，集資58億英鎊（689億港元），以回應監管當局促其提高資本準備的壓力，以及應付因涉及濫售衍生品而須支付的額外20億英鎊費用。
2014年12月23日，巴克莱银行以4.53億歐元（折合約42.9億港元）代價包括特別股息，向法國CNP保險收購西班牙保險合營公司CNP Barclays Vida y Pensiones的50%股權。
2015年6月9日，巴克莱银行出售美國財富管理業務給美國金融集團Stifel，作價未見披露。截至5月31日，有180個財務顧問，管理資產為560億美元。該公司資產有14億美元，客戶貸款有15億美元。
2015年12月3日，巴克萊银行向地中海投资银行集团（Mediobanca Group）的附属公司旗下CheBanca，出售旗下意大利所有89家零售分行網絡。
2015年12月14日，巴克莱银行以5.25億英鎊出售旗下巴克萊風險分析與指數解決方案有限公司（Barclays Risk Analytics and Index Solutions Ltd.）（簡稱「BRAIS」）给彭博新聞社。
2016年5月5日，巴克莱银行減持巴克莱非洲集团（BAG）（BGAJ.J）的12.2%股权，套現6.03亿英镑（8.755亿美元），在完成定向售股之后，巴克莱在巴克莱非洲的持股比例降至50.1%。
2017年6月1日，巴克莱银行減持巴克莱非洲集团（BAG）（BGAJ.J）的33.7%股权，套現22亿英镑（28.3亿美元），在完成定向售股之后，巴克莱在巴克莱非洲的持股比例降至14.9％。
2020年初，巴克萊銀行的美國信用卡服務部門宣布與阿聯酋航空公司聯合推出萬事達卡，這是該航空公司首張美國聯合品牌信用卡。
2020年12月，巴克萊銀行因其對待陷入債務或遇到財務問題的客戶的方式而被罰款2600萬英鎊。

## 資產
1. 巴克萊非洲集團有限公司 14.9%
2. 巴克萊資本 100%
3. 新華信託 5.57%

2012年，巴克萊银行因為於英國涉嫌操控倫敦拆息利率問題，遭受到英美監管合共罰款4.56億美元，除此之外，巴克萊首席執行官羅拔·戴蒙（Robert Diamond），也因為受到事件于同年7月3日宣布辞职，而于前一天已经宣布辞职的董事长艾吉亚士（Marcus Agius）则宣布将回归巴克莱，领导该行寻找新任CEO。

## 外部連結
- 巴克莱银行 （页面存档备份，存于）